# Fırat
Fırat ist ein türkischer männlicher Vorname arabischer Herkunft. Der Vorname tritt auch als Familienname auf. Die kurdische Form des Namens ist Firat, diese kommt jedoch außerhalb des kurdischen Sprachraums vereinzelt auch bei nicht kurdischstämmigen Personen als Familienname vor. In beiden Sprachen wird der Fluss Euphrat so benannt.

## Namensträger

### Vorname
- Fırat Anlı (* 1971), türkisch-kurdischer Politiker
- Fırat Arslan (* 1970), deutscher Boxer türkischer Herkunft
- Fırat Aydınus (* 1973), türkischer Fußballschiedsrichter
- Fırat Binici (* 1985), türkischer Ringer
- Fırat Demir (* 1990), türkischer Fußballspieler
- Yusuf Fırat Kaplan (* 1998), türkischer Fußballspieler
- Fırat Karagöllü (* 1978), türkischer Boxer
- Fırat Kocaoğlu (* 1988), türkischer Fußballspieler
- Fırat Pozan (* 1989), türkischer Taekwondoin
- Fırat Yükselir (* 1981), türkischer Komponist, Pianist und Dirigent

### Familienname
- Abdülmelik Fırat (1934–2009), kurdisch-türkischer Politiker
- Burak Fırat (* 1993), türkischer Schachspieler
- Dengir Mir Mehmet Fırat (1943–2019), kurdisch-türkischer Politiker
- Duygu Fırat (* 1990), türkische Basketballnationalspielerin
- Engin Fırat (* 1970), deutsch-türkischer Fußballtrainer
- Ertuğrul Oğuz Fırat (1923–2014), türkischer Komponist, Maler und Dichter
- Hande Fırat (* 1974), türkische Journalistin
- Hilmi Fırat (1919–1990), türkischer Admiral und Politiker
- Mehmet Korhan Fırat (* 1988), türkischer Schauspieler
- Osman Fırat (* 1984), türkischer Fußballspieler
- Serkan Firat (* 1994), deutsch-türkischer Fußballspieler

## Sonstiges
- Fırat Üniversitesi, Universität in der türkischen Stadt Elazığ